# 渡辺国武
渡辺 国武（わたなべ くにたけ、旧字体：渡邊 國武、1846年3月29日（弘化3年3月3日） - 1919年（大正8年）5月11日）は、明治期の日本の官僚、政治家。位階・勲等・爵位は正二位勲一等子爵。旧姓は小池。第2次伊藤内閣の大蔵大臣、逓信大臣、第4次伊藤内閣の大蔵大臣を歴任した。兄は伯爵渡辺千秋。

## 生涯

### 生い立ち
1846年（弘化3年）3月3日、信濃国諏訪郡東堀村（後の長野県岡谷市）にて諏訪高島藩士の家に生まれた。父渡辺政徳は、武士が桃の節句に生まれたのでは具合が悪いということで、藩庁に端午の節句の5月5日生まれと届けている。両親と早く死別したため、兄の千秋とともに祖母の手によって養育された。10歳の時にコレラにかかるが、一命を取り留める。その後、藩校長善館に入り、読書や武芸に精進する。当初、同じ信州出身の兵学者佐久間象山に学ぼうと考えたが、象山が暗殺されたため、江戸藩邸に勤務しながらフランス語などを学ぶ。1868年（明治元年）、京都御所の警備のため藩主諏訪忠礼に従い上洛する。たまたま渡辺が門の警衛に当たっていたときに、大久保利通が鑑札無しで御所に入ろうとしたことを拒否したことが機縁となり、その職務忠実ぶりで目をかけられるようになる。

### 大久保利通に登用される
1871年（明治4年）、廃藩置県の後、伊那県出仕となる。大久保は当時伊那県知事で同郷の永山盛輝を通じ、千秋・国武兄弟を東京に呼び出して民部省勤務とする。1873年（明治7年）大蔵省租税寮7等、ついで6等出仕となる。渡辺は大蔵卿大隈重信、租税頭松方正義、地租改正局総裁の大久保の下、地租改正に取り組む。
征韓論をきっかけに自由民権運動が全国に澎湃とすると、1876年（明治9年）、渡辺は高知県に権県令として派遣される（当時の高知県は現在の徳島県域も含む）。渡辺は内務卿となった大久保に、あえて細かい現地の情報を伝えることはせず、1877年（明治10年）に西南戦争が勃発した際、高知県で西郷軍に呼応して挙兵する動きを押さえることに成功する。1878年（明治11年）に高知県令に昇る。群町村制を施行するなどしたが、自由民権運動では中立社に加入していたことから、県庁内から立志社の社員を一掃し、民権派を抑圧する立場を取った。翌1879年（明治12年）、高知県内の郡合併が内務卿の許可なく行われたとして、責めを負って辞任する。

### 大蔵省復帰

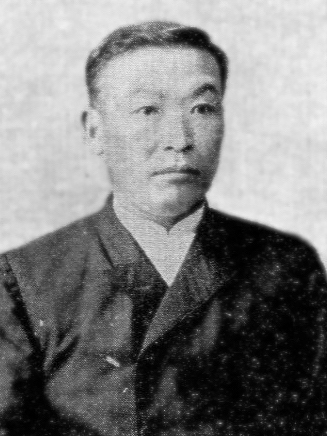
渡辺国武

渡辺は京都に引きこもり、その間に英語、フランス語、ドイツ語を学ぶとともに一切経を読破する。明治十四年の政変（1881年）によって渡辺に期待をかけていた松方正義が参議大蔵卿になり、そのこともあって福岡県令に就任し、官界に復帰する。1882年（明治15年）に松方によって大蔵省に戻り、調査局長、1886年（明治19年）主計局長を経て、1888年（明治21年）大蔵次官に就任する。

### 蔵相就任
1892年（明治25年）、品川弥二郎内相による選挙大干渉によって第1次松方内閣は総辞職した。その後を襲って第2次伊藤内閣が成立する。伊藤博文首相は、組閣に当たり維新の元勲の総出で内閣を組織したが、大蔵大臣には松方前首相の就任が有力視される中、下馬評を覆す形で渡辺が起用された。同年11月、第4帝国議会に政府は予算案を提出する。総選挙に勝利した野党は予算案に反対し、軍艦新造費全額削減と予算案の11パーセント減額修正を求め対立する。このときは明治天皇が6年間御内帑金30万円を下賜し建艦費に充てるという和協の詔勅を発布されたため、政府野党ともに矛を収めた。
1900年（明治33年）、伊藤博文が立憲政友会を結成すると、渡辺は政友会創立委員としてこれを助けた。同年、第4次伊藤内閣の蔵相に就任する。渡辺は緊縮財政のため、官業中止、事業の延期、酒税、砂糖税増税を実施しようとする。衆議院は大隈重信の憲政本党の賛成で通過するが、貴族院の反対にあい、明治天皇の詔勅で危機を脱した。しかし、明治34年度および明治35年度予算案編成に当たり、緊縮財政を主張して現在行われているものも含めた全ての公債発行事業の停止を提案した。政府・政友会は緊縮予算の必要性については認めていたが、そのために地方から政友会の代議士に寄せられていた陳情を星亨と原敬が必死に押し留めて、当時行われていた公債発行事業の完成を優先するという党内合意を取り付けた直後というタイミングだった。
これに対しては旧憲政党系閣僚だけではなく、西園寺公望や金子堅太郎、末松謙澄ら官僚系閣僚からも非難を受けて閣内で孤立した。こうして、第4次伊藤内閣は閣内不統一で総辞職することとなった。このとき渡辺は辞表を奉呈を拒否し、伊藤に辞表撤回を求めたが衆寡敵せず、内閣総辞職後に諭旨免官となった。

### 晩年

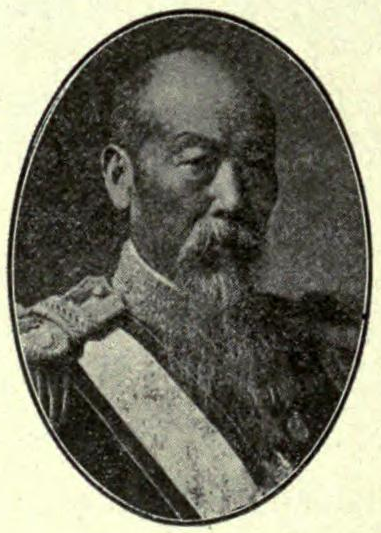
兄・渡辺千秋

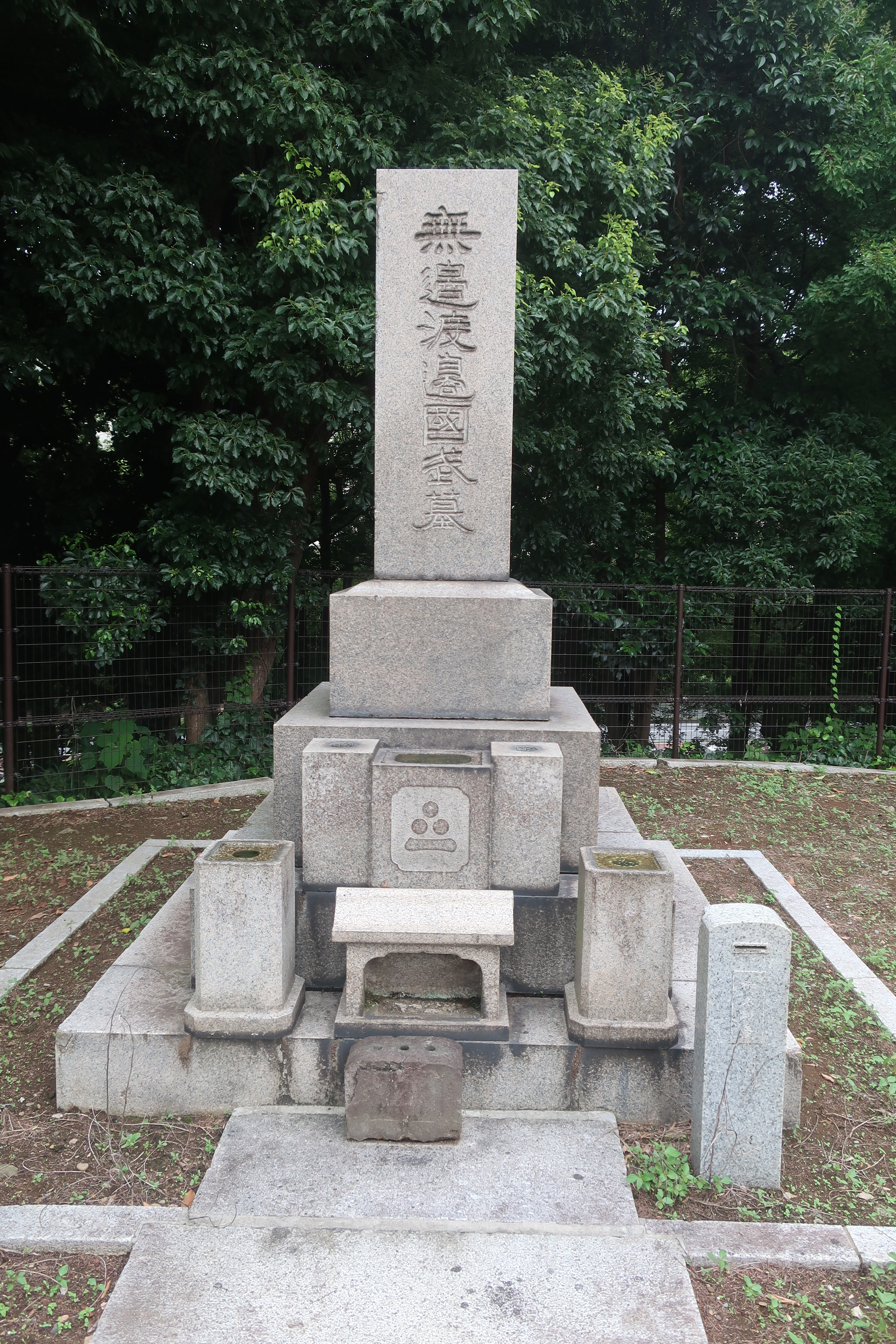
渡辺国武墓（金地院）

閣内不統一を引き起こしながら、辞表を拒否したことで渡辺は失脚し、事実上政界引退を余儀なくされた。それでも欧米を外遊後、日露戦争前後では対露強硬論を主張、戦争後もポーツマス条約反対を主張した。その後、脳卒中の発作を起こし一命を取りとめ、以後麻布の屋敷や伊豆の別荘で静謐な晩年を送った。1919年5月11日死去。73歳。墓所は多磨霊園と金地院にある。
渡辺は生涯独身を通し、兄・千秋の三男・千冬を養子に迎えた。千冬は衆議院議員、貴族院議員、司法大臣を歴任している。ちなみに、孫・武は初代財務官を務めた。
渡辺が独身であった理由として、鳩山和夫の妻で鳩山一郎の母の春子に失恋したためと伝えられている。

## 栄典
位階
- 1886年（明治19年）11月16日 - 正五位[3]
- 1888年（明治21年）12月6日 - 従四位[4]
- 1892年（明治25年）9月26日 - 正三位[5]
- 1919年（大正8年）5月12日 - 正二位[6]

勲章等
- 1889年（明治22年）
  - 6月19日 - 勲五等瑞宝章[7]
  - 11月25日 - 大日本帝国憲法発布記念章[8]
- 1890年（明治23年）6月30日 - 勲四等瑞宝章[9]
- 1891年（明治24年）5月11日 - 勲三等瑞宝章[10]
- 1893年（明治26年）6月29日 - 勲二等瑞宝章[11]
- 1895年（明治28年）8月20日 - 子爵、勲一等瑞宝章[12]
- 1915年（大正4年）
  - 4月20日 - 御紋付銀杯[13]
  - 11月10日 - 大礼記念章[14]
- 1919年（大正8年）5月12日 - 勲一等旭日大綬章[15]

## 系図
```
渡辺政徳━┳渡辺千秋┳渡辺千春━渡辺昭━渡辺允
　　　　　┃　　　　┣（渡辺千冬）
　　　　　┃　　　　┗渡辺千夏━野依金城━野依良治
　　　　　┗渡辺国武…渡辺千冬┳渡辺武
　　　　　　　　　　　　　　　┗渡辺慧

```

渡辺千冬は司法相、渡辺武は大蔵省財務官、渡辺慧は物理学者。渡辺千秋は伯爵となり　渡辺千春は銀行重役でその妻は大山巌の娘、渡辺允は天皇侍従長を務めた。野依良治はノーベル化学賞受賞者。